# Бузанай
Бузанай (Бозанай) — пески в Исатайском районе Атырауской области Казахстана. Находятся на высоте 15—17 м над уровнем моря. Вытянуты цепочкой барханов с запада на восток на 60—70 км. В понижениях встречаются небольшие солёные озера. Произрастают джузгун, кумарчик, осока, гребенчатый пырей и другие. Используется как пастбище.
Бузанай является частью пустыни Рын-пески.